# یواس‌اس کلنل کینزمن (۱۸۶۲)
یواس‌اس کلنل کینزمن (۱۸۶۲) (به انگلیسی: USS Colonel Kinsman (1862)) یک کشتی بود که طول آن Unknown بود.